# Церковь Иоанна Златоуста (Киев)
Це́рковь Иоа́нна Златоу́ста или Желе́зная це́рковь — железный православный храм, сооружённый в Киеве на Галицкой площади в 1868—1871 годах по оригинальному проекту инженера Никкельса. Церковь была разрушена по решению советских властей в 1934 году.

## История
В 1858 году киевские городские власти решили перенести деревянную приходскую церковь Иоанна Златоуста с Большой Житомирской улицы (на этом месте сейчас стоит дом № 9). Эту деревянную церковь построили для немногочисленных в те времена жителей Верхнего города ещё в 1731 году.
Место, которое поначалу выбрали для церкви оказалось неудачным, так как ей приходилось «конкурировать» с Софийским собором, Михайловским Златоверхим монастырем, а также «Десятинной, Андреевской и всех вкупе святынь Подола». Николай Лесков описал в своих «Печерских антиках», как дьячок Златоустовской церкви буквально затаскивал в церковь «богомулов», которые шли по «традиционному маршруту»:
Константин отпирал церковь, зажигал лампадочку и садился у дверей на маленькой скамеечке; перед собою он ставил медную чашку с водою и кропило,
рядом ящичек, или «карнавку», а в руки брал шерстяной пагленок…
«Богомул» (в собирательном смысле) идёт по Киеву определённым путём, как сельдь у берегов Шотландии, так что прежде «напоклоняется усім святым печерским, потім того до Варвары, а потім Макарию софийскому, а потім вже геть просто мимо Ивана до Андрея и Десятинного и на Подол». Маршрут этот освящён веками и до такой степени традиционен, что его никто и не думал бы изменять.

Церковь Иоанна Златоуста, или, в просторечии, кратко «Иван», была всё равно что пункт водораздела, откуда «богомул» принимает наклонное направление «мимо Ивана». К «Ивану» заходить было не принято, потому что Иван сам по себе ничем не блестел, хотя и отворял радушно свои двери с самых спозаранок. Но нужда, изощряющая таланты, сделала ум Котина столь острым, что он из этого мимоходного положения своего храма извлекал сугубую выгоду. Он сидел здесь на водоразделе течения и «перелавливал богомулов», так что они не могли попадать к святыням Десятинной и Подола, пока Котин их «трохи не вытрусит». Делал он это с превеликою простотою, тактом и с такою отвагою, которою даже вам хвалился.
В 1866 году для новой Златоустовской церкви выбрали более «бойкое» место — на Галицкой площади. Генерал-губернатор Александр Безак предложил провести эксперимент — построить церковь по оригинальной системе инженера Никкельса. «Оригинальность» системы заключалась в том, что главным материалом для сооружения церкви являлся металл. По мнению изобретателя, такая конструкция должна была значительно ускорить строительство и давала возможность поставить сооружение храмов на поток, изготовляя серии стандартных составных частей.
15 октября 1867 года торжественно заложили фундамент храма.
Тем временем в Санкт-Петербурге под руководством инженера Никкельса изготовили и собрали первый комплект конструкции храма. После этого конструкцию снова разобрали на части и в марте 1868 года 85-тонную конструкцию привезли в Киев.

Конструкция являлась каркасом из железа, на который предстояло смонтировать стальные листы обшивки стен и крыши. Из железа были и купола, а фронтоны, капители и лестницы были отлиты из чугуна. Оконные рамы и кресты изготовили из кованого железа. Проект был довольно эклектичным, в русском стиле, и соответствовал всем православным храмовым канонам. 

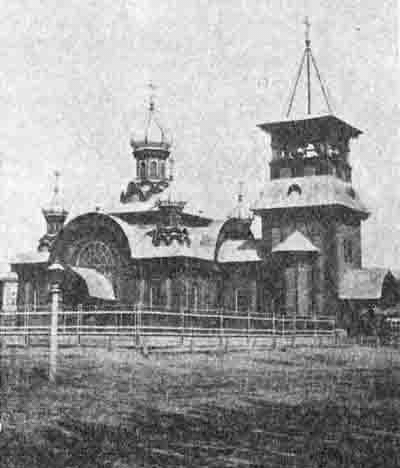
Фотография конца XIX века.

При сборке храма не обошлось без проблем. Инженер Никкельс отказывался ехать в Киев руководить монтажом, а Николай Юргенс — киевский архитектор, которому было поручено строительство, так же упорно не желал начинать сборку без автора необычного проекта. После длительных проволочек Никкельс всё-таки выехал в Киев, но по дороге заболел и умер.
Собирать экзотическую конструкцию пришлось архитектору Юргенсу при помощи губернского архитектора Михаила Иконникова. Процесс монтажа значительно усложнялся тем обстоятельством, что составные части не совпадали — возможно, часть из них повредили во время разборки и транспортировки. Вдобавок, потеряли чертежи сооружения. В результате, церковь была собрана и освящена только 16 августа 1871 года — через три года после прибытия в Киев. Церковь, построенная по проекту, призванному экономить и ускорять строительство, обошлась государству в 80 тысяч рублей.
Довольно скоро стало понятно, что конструкция Никкельса обладает существенными недостатками — летом из-за жары в железную церковь невозможно было зайти, а зимой четыре печки не справлялись с обогревом помещения. Из-за отсутствия вентиляции стены покрылись плесенью, храм начал ржаветь. Но несмотря на все недостатки, он пользовался популярностью как среди торговцев «Евбаза», так и среди жителей близлежащих домов.
Размеры храма оказались самыми небольшими в Киеве — всего 28 на 13 метров, однако его приход был самым большим: в 376 приписанных к приходу домах жили 6966 верующих.
Из-за проблем с плесенью и ржавчиной пришлось собрать 4 тысячи рублей и начать ремонт. Все 5 куполов и шатровую колокольню позолотили, а внутренние и внешние стены покрасили в светло-серый цвет. Помещение церкви немного расширили, однако и после этого в храме было тесно. Церковь пришлось снова расширять — 28 сентября 1914 года ремонтные работы были завершены.
История этого храма, как и многих других киевских храмов, окончилась в 1930-х годах. В 1931 году Наркомат просвещения признал церковь не имеющей исторического значения, и в 1934 году её закрыли и уничтожили. Поводом к демонтажу была реконструкция трамвайных путей.
На месте храма теперь — сквер справа от здания Киевского цирка.

## Описание храма
В плане храм имел форму вытянутого креста с тремя выходами. Над одним из объёмов размещалась одноярусная колокольня с шатровой крышей. Полукруглый алтарь венчал небольшой византийский купол.

## Интересные факты
- В Железной церкви в 1877 году был крещён будущий поэт и художник Максимилиан Волошин.